# Stupa Svajambu
Stupa Svajambu ali Swayambhunath (Devanagari: स्वयम्भू स्तूप; Nepal Bhasa: स्वयंभू, včasih Swoyambhu) je starodavna verska arhitektura na vrhu hriba v  Katmandujski dolini, zahodno od mesta Katmandu. Tibetansko ime za območje pomeni 'čudovita drevesa' (Wylie: Phags.pa Shing.kun), za številne vrste dreves, ki rastejo na hribu. Vendar pa je lahko Shing.kun izprijenost lokalnega imena v Nepal Bhasa za kompleks Singgu, kar pomeni 'samoizvir'. Za budistične Nevarce, v katerih mitološki zgodovini in mitu o poreklu ter vsakodnevni verski praksi Swayambhunath zavzema osrednje mesto, je verjetno najbolj sveto med budističnimi romarskimi mesti. Za Tibetance in privržence tibetanskega budizma je le še Boudha.
Kompleks je sestavljen iz stupe, različnih svetišč in templjev, nekateri segajo v obdobje Licchavidov. Tibetanski samostan, muzej in knjižnica so novejši dodatki. Stupa ima naslikane Budove oči in obrvi. Med njimi je številka ena (v Devanagari pisavi) naslikana na način nosu. Na voljo so tudi trgovine, restavracije in hostli. Lokacija ima dve dostopni točki: dolgo stopnišče, ki vodi neposredno na glavno ploščad templja, ki je od vrha hriba proti vzhodu in cesto okoli hriba z juga, ki vodi na jugozahodni vhod. Prvi pogled na vrh stopnišča je Vajra (Vajra je orožje, ki se uporablja kot obredni predmet, ki simbolizira tako lastnosti diamanta (neuničljivost) kot tudi udarca (nepremagljiva sila); sanskrtska beseda ima oba pomena). Tsultrim Allione opisuje izkušnjo:
»Zadihali smo se in se potili, ko sva se spotaknila do zadnjih strmih stopnic in praktično padla na največjo vajro, ki sem jo kdaj videl. Za to vajro je bila ogromna, okrogla, bela kupola, stupa, kot polna trdna krila, na vrhu katere sta bila dva velikanska Buda, ki sta modro gledala na mirno dolino, ki je šele začela živeti«. 
Velik del Swayambhunathove ikonografije izhaja iz tradicije Vajrajane nevarskega budizma. Vendar pa je kompleks tudi pomembno mesto za budiste številnih šol, hindujci pa ga spoštujejo.

## Mitologija
Po Swayambhu Purani je bila celotna dolina nekoč napolnjena z ogromnim jezerom, iz katerega je zrasel lotos. Dolina je postala znana kot Swayambhu, kar pomeni 'samonastala'. Ime izvira iz večnega samo-obstoječega plamena (svyaṃbhu), nad katerim je pozneje zgrajena sūpa.
Swayambhunath je znan tudi kot Opičji tempelj, saj v severozahodnih delih templja živijo svete opice. Svete so, ker je Manjushri, bodhisatva modrosti in učenja, dvignil hrib, na katerem stoji stupa. Njegovi lasje naj bi bili kratki, vendar je naredil, da so postali dolgi in da so se uši razmnožile. Rečeno je, da so se uši spremenile v te opice.
Manjushri je imel vizijo lotosa v Svajambuju in potoval tja, da bi ga častil. Videl je, da je dolina lahko dobra za naselitev in da bi mesto postalo bolj dostopno za človeške romarje, je prerezal sotesko pri Chovarju. Voda se je iztekla iz jezera in ostala je dolina, v kateri zdaj leži Katmandu. Lotos se je spremenil v hrib in cvet je postal stupa.

## Zgodovina
Swayambhunath je eden najstarejših verskih objektov v Nepalu. Po Gopālarājavaṃśāvalīju ga je ustanovil praded kralja Mānadeve (464-505 n. št.), kralj Vṛsadeva, v začetku 5. stoletja. Zdi se, da je to potrjeno s poškodovanim kamnitim napisom, ki so ga našli na tem mestu, kar nakazuje, da je kralj Vrsadeva naročil delo, opravljeno leta 640.
Vendar pa naj bi cesar Ašoka obiskal mesto v 3. stoletju pr. n. št. in zgradil tempelj na hribu, ki je bil kasneje uničen.
Čeprav se mesto šteje za budistično, so mesto častili budisti in hindujci. Znano je, da so številni privrženci hindujskih monarhov počastili tempelj, vključno Pratap Malla, mogočen kralj Katmanduja, ki je bil odgovoren za izgradnjo vzhodnega stopnišča v 17. stoletju.
Stupa je bila v celoti obnovljena maja 2010, njena prva večja prenova od leta 1921  in po skoraj 1500 letih od njene izgradnje. Kupola je bila pozlačena z 20 kg zlata. Prenovo je financiral tibetanski center za meditacijo Nyingma v Kaliforniji in se je začela junija 2008. 
Približno ob 5. uri, 14. februarja 2011, je tempelj Pratapur v coni spomenika Svajambu utrpel škodo zaradi udara strele v nenadni nevihti. 
Kompleks Swayambunath je bil v  potresu v Nepalu aprila 2015 poškodovan. 

## Arhitektura
Stupa je sestavljena iz kupole na bazi, nad katero je postavljena kubična struktura z očmi Bude, ki gledajo v vse štiri smeri. Nad vsako od štirih strani je peterokotni toran (okrasna vrata), v katerih so vgravirani kipi. Za in nad torano je trinajst stopenj. Nad vsemi stopnjami je majhen prostor, nad katerim je Gajur prisoten. Stupa vsebuje veliko artefaktov.

## Simbolizem
Kupola na bazi predstavlja ves svet. Ko se oseba zbudi (predstavljena z očmi modrosti in sočutja) iz vezi sveta, človek doseže stanje razsvetljenja. Trinajst vrhov na vrhu simbolizira, da morajo čuteča bitja iti skozi trinajst stopenj duhovnih spoznanj, da dosežejo razsvetljenje.
Na vsaki od štirih strani glavne stupe je velik par oči, ki predstavljajo modrost in sočutje. Nad vsakim očesom je še eno oko, tretje oko. Rečeno je, da ko Buda pridiga, kozmični žarki izhajajo iz tretjega očesa, ki deluje kot sporočila nebeškim bitjem, tako da lahko tisti, ki jih zanima, pridejo na zemljo in poslušajo Budo. Peklenska bitja in bitja pod človeškim področjem ne morejo priti na zemljo, da bi poslušali Budovo učenje, vendar kozmični žarki razbremenijo njihovo trpljenje, ko Buda pridiga. Med obema očesoma (imenovanima tudi modrostne oči) je upodobljen kodrasti simbol, ki simbolizira nos, ki izgleda kot vprašaj, ki je nepalski znak številske figure ena. Ta znak predstavlja enotnost vseh stvari, ki obstajajo v svetu in edina pot do razsvetljenja skozi Budove nauke.
Obstajajo rezbarije Panch Bud (pet Bud) na vsaki od štirih strani stupe. Obstajajo tudi kipi Bude na bazi stupe. Panch Bude so Buda v metaforičnem smislu v Tantrajani. So Vairochana (zaseda središče in je gospodar templja), Akshobhya (obrnjen proti vzhodu in predstavlja kozmični element zavesti), Ratna Sambhava (obrnjena proti jugu in predstavlja kozmični element čutenja), Amitabha (On predstavlja kozmični element Sanjna (ime) in se vedno sooča z Zahodom) in Amoghsiddhi (predstavlja kozmični element potrditve in je obrnjen proti severu).
Vsako jutro pred zoro se stotine budistov (Vajrayana) in hindujskih romarjev povzpne po stopnicah od vzhodne strani, ki vodijo po hribu, mimo pozlačenega Vajra (tibetansko Dorje) in dveh levov, ki varujeta vhod in začnejo serijo obračanj v smeri urinega kazalca okrog stupe.

## Swayambhu Purana
Swayambhu Purana (Devnagari: स्वयम्भू पूराण) so budistični zapisi o izvoru in razvoju Katmandujske doline. Swayambhu Purana daje podrobnosti o vseh Budah, ki so prišli v Katmandu. Prav tako zagotavlja informacije o prvem in drugem Budu v budizmu.

## Galerija
- Tempelj Swayambhunath viden iz Kritipur bhag Bhairav
- Stopnišče do stupe
- Večerni pogled na stupo
- Detajl stupe
- Tempelj Ajima
- Shikharjev tempelj, ki ga je postavil kralj Pratap Malla
- Budistična gompa
- Grič Swayambhu
- Svajambu ponoči
- Menih
- Swayambhunath